# Xiphoceriana
Xiphoceriana is een geslacht van rechtvleugeligen uit de familie Pamphagidae. De wetenschappelijke naam van dit geslacht is voor het eerst geldig gepubliceerd in 1958 door Dirsh.

## Soorten
Het geslacht Xiphoceriana omvat de volgende soorten:
- Xiphoceriana arabica Uvarov, 1922
- Xiphoceriana atrox Gerstaecker, 1869
- Xiphoceriana brunneriana Saussure, 1887
- Xiphoceriana cristata Saussure, 1887